# Hedyosmum
Hedyosmum Sw., 1788 é um gênero botânico pertencente à família Chloranthaceae, que compreende 44 espécies de árvores, arbustos e ervas. O nome provém das palavras gregas hedys (agradável) e osmé (cheiro). Sua espécie tipo é H. nutans Sw., 1788.

## Descrição
Com as características gerais da família Chloranthaceae.
- Árvores, arbustos ou ervas aromáticas; monoicos ou dióicos.
- Inflorescências masculinas em espiga; as femininas racemosas ou em tirso.
- Flores pequenas, as masculinas reduzidas a um único estame nu; as femininas normalmente agrupadas em címulas, com uma bráctea carnosa; estigma séssil, grosso, longo, frequentemente lobulado apicalmente.
- Fruto em drupa.
- Número cromossômico: 2n = 26.

## Espécies
- Hedyosmum angustifolium
- Hedyosmum anisodorum
- Hedyosmum arborescens
- Hedyosmum bonplandianum
- Hedyosmum brasiliense
- Hedyosmum brenesii
- Hedyosmum burgerianum
- Hedyosmum correanum
- Hedyosmum costaricense
- Hedyosmum dombeyanum
- Hedyosmum gentryi
- Hedyosmum goudotianum
- Hedyosmum lechleri
- Hedyosmum luteynii
- Hedyosmum maximum
- Hedyosmum mexicanum
- Hedyosmum orientale
- Hedyosmum peruvianum
- Hedyosmum purpurascens
- Hedyosmum racemosum
- Hedyosmum scaberrimum
- Hedyosmum scabrum
- Hedyosmum spectabile
- Hedyosmum sprucei
- Hedyosmum translucidum

## Ecologia
A unidade de dispersão é frequentemente uma címula congesta de drupas ou um estróbilo formado pela fusão de toda a inflorescência, ou o perianto torna-se atrativo e suculento.

## Distribuição
O gênero distribui-se pela América Central e América do Sul, com uma espécie na Ásia Oriental.

## Usos
As folhas são usadas em infusões medicinais e a madeira em construções.

## Sinonímia
- Tafalla Ruiz & Pav., 1794. Espécie tipo: T. racemosa Ruiz & Pav., 1798.
- Tavalla Pers., 1807 (erro).
- Hediosmum Poir., 1821 (erro).
- Hedyosmon Spreng., 1831 (erro).
- Tafallaea Kuntze, 1891 (erro).